# Тараданово (залізнична станція, Новосибірська область)
Тараданово (рос. Тараданово) — населений пункт (тип: залізнична станція) у Сузунському районі Новосибірської області Російської Федерації.
Входить до складу муніципального утворення Каргаполовська сільрада. Населення становить 0 осіб (2010).

## Історія
Згідно із законом від 2 червня 2004 року органом місцевого самоврядування є Каргаполовська сільрада.

## Населення
| 2002 | 2007 | 2010 |
| ---- | ---- | ---- |
| 35   | ↘6   | ↘0   |